# Wolfram Schier
Wolfram Gottfried Kurt Schier (* 26. Juni 1957 in Hohenbrunn) ist ein deutscher Prähistorischer Archäologe und pensionierter Hochschullehrer.

## Leben und Forschungen
Wolfram Schier ist der Sohn von Kurt Schier. Er studierte zwischen 1975 und 1981 Vor- und Frühgeschichte, Völkerkunde und Bodenkunde an den Universitäten München, Saarbrücken sowie Oxford. In München schloss er das Studium 1981 mit dem Magistertitel ab und wurde dort vier Jahre später von Georg Kossack promoviert. Anschließend wurde er dort Assistent. Für seine Dissertation Die vorgeschichtliche Besiedlung im südlichen Maindreieck wurde er 1991 mit dem Kurt-Bittel-Preis für Süddeutsche Altertumskunde der Stadt Heidenheim an der Brenz ausgezeichnet. 1986/87 bereiste Schier als Inhaber des Reisestipendiums der Römisch-Germanischen Kommission des Deutschen Archäologischen Instituts (DAI) die Iberische Halbinsel, Nordafrika, den Jemen, Jordanien, Syrien, die Türkei, Zypern und Griechenland. Nach der Rückkehr wurde Schier Assistent an der Universität Heidelberg. Dort habilitierte er sich 1996 und wurde anschließend Kustos der Sammlung der Universität Bonn. 1998 wurde Schier C-3-Professor an der Universität Bamberg, wechselte aber noch im selben Jahr als C-4-Professor an die Universität Würzburg. Einen Ruf an die Universität Kiel lehnte er 2004 ab. 2006 wurde er W-3-Professor an der Freien Universität Berlin.
Schiers Forschungsschwerpunkte sind das Neolithikum Mittel- und Südosteuropas, die Diachrone und vergleichende Siedlungs- und Landschaftsarchäologie, die multidisziplinäre und experimentelle Erforschung der prähistorischen Landwirtschaft sowie die Sozialstrukturen und der soziale Wandel in der mitteleuropäischen Eisenzeit.

## Mitgliedschaften
Seit 1999 ist Schier Mitglied der Kollegialkommission der Kommission für Archäologie Außereuropäischer Kulturen des DAI und Ordentliches Mitglied des DAI. Von 1999 bis 2002 war er Sprecher der Vereinigung Deutscher Hochschullehrer für Archäologie, 2000 bis 2011 war er Vizepräsident im Präsidium Deutscher Verbände für Archäologie. 2005 wurde er als Kommandeur des rumänischen Ordens Meritul Cultural ausgezeichnet, 2006 wurde Schier die Ehrendoktorwürde der Universitatea de Vest in Timișoara verliehen. Schier war von 2014 bis 2017 Vorsitzender der Berliner Gesellschaft für Anthropologie, Ethnologie und Urgeschichte. Während seines Vorsitzes wurden Menschliche Überreste aus der anthropologischen Sammlung der Gesellschaft nach Japan und Australien zurückgegeben.

## Schriften
Schriftenverzeichnis von Wolfram Schier. In: Elke Kaiser, Michael Meyer, Silviane Scharl und Stefan Suhrbier (Hrsg.): Wissensschichten. Festschrift für Wolfram Schier zu seinem 65. Geburtstag. Verlag Marie Leidorf GmbH, Rahden / Westfalen 2022 (Internationale Archäologie. Studia honoraria; 41), ISBN 978-3-89646-560-3, S. XVII–XXIV.
- Die vorgeschichtliche Besiedelung im südlichen Maindreieck. Lassleben, Kallmünz 2012, ISBN 3-7847-5061-3 (Materialhefte zur bayerischen Vorgeschichte : Reihe A, Fundinventare und Ausgrabungsbefunde, Band 60)
- Herausgeber mit Elke Kaiser und Joachim Burger: Population dynamics in prehistory and early history. New approaches using stable isotopes and genetics. De Gruyter, Berlin und Boston 2012, ISBN 978-3-11-026629-0 (Topoi, Band 5)
- Herausgeber mit Elke Kaiser: Mobilität und Wissenstransfer in diachroner und interdisziplinärer Perspektive. De Gruyter, Berlin und Boston 2013, ISBN 978-3-11-025890-5 (Topoi, Band 9)